# Franz Thannheimer
Franz Thannheimer (* 7. April 1904 in Oberstdorf; † 1971 ebenda) war ein deutscher Skispringer.

## Werdegang
Thannheimer begann seine Skispringerlaufbahn beim SC Oberstdorf. Im November 1925 absolvierte er den ersten Sprung auf der neu umgebauten Schattenbergschanze, stürzte aber bei 43 Metern. Im Dezember 1926 wae er u. a. neben Heinz Strischek, Walter Glaß, Erich Recknagel und Wilhelm Braun Teilnehmer des ersten olympischen Trainingskurses der deutschen Ski-Elite, der die Teilnehmer auf die Olympischen Spiele 1928 vorbereiten sollte. Dort machte er mit Sprungweiten um die 50 Meter auf sich aufmerksam. Am 1. Januar 1927 verbesserte er den von Gustl Müller aufgestellten Schanzenrekord an der Schattenbergschanze auf 46 Meter.
Ein Jahr später gehörte er zum Kader für die Olympischen Winterspiele 1928 in St. Moritz. Obwohl aktiver Sportler, war er als gelernter Koch auch für die Verpflegung des deutschen Olympiateams verantwortlich. Im Einzelspringen von der Olympiaschanze landete er am Ende auf Rang 17.
Noch im gleichen Jahr stellte er mit 75 Metern einen inoffiziellen Weltrekord auf. Bei der Nordischen Skiweltmeisterschaft 1929 im polnischen Zakopane erreichte Thannheimer mit Sprüngen auf 48 und 48,5 Meter den 20. Platz.
Thannheimer führte in Oberstdorf bis zu seinem Tod eine eigene Schreinerei, die sein Sohn Alfons übernahm.